# Luis Retamales
Luis Retamales Díaz (ur. 6 października 1987) – chilijski judoka. 
Startował w Pucharze Świata w 2010 i 2011. Brązowy medalista mistrzostw panamerykańskich w 2009. Drugi na mistrzostwach Ameryki Południowej w 2009 roku.